# NGC 1620
NGC 1620 ist eine Spiralgalaxie vom Hubble-Typ Sc im Sternbild Eridanus am Südsternhimmel. Sie ist schätzungsweise 154 Millionen Lichtjahre von der Milchstraße entfernt und hat einen Durchmesser von etwa 135.000 Lj.
Die Supernova SN 2009K wurde hier beobachtet.
Das Objekt wurde am 1. Januar 1786 von Wilhelm Herschel entdeckt.